# Born of Osiris
Born of Osiris is een Amerikaanse metalcoreband afkomstig uit Cook County, Illinois.

## Personele bezetting
Huidige leden
- Cameron Losch – drums (2003–heden)
- Ronnie Canizaro – leidende vocalen (2003–heden)
- Joe Buras – keyboards, synthesizers, vocalen (2003–heden)
- Lee McKinney – gitaar (2007–heden)
- Nick Rossi – bas (2018–heden)

Voormalige leden
- Austin Krause – gitaar (2004–2007)
- Mike Shanahan – gitaar (2007–2008)
- Lee Evans - gitaar (2009-2010)
- Trevor Hurlbert – vocalen (2003)
- Joe Phillips – gitaar (2009)
- Mike Mancebo – keyboards, synthesizers (2003)
- Dan Laabs – bas (2003–2007)
- Joel Negus – gitaar (2003–2007)
- Matt Pantelis – gitaar (2007–2008)
- Jason Richardson – gitaar (2009–2011)
- David Darocha – bas (2007–2018)

Tijdlijn

## Discografie
Studioalbums
- 2009: A Higher Place
- 2011: The Discovery
- 2013: Tomorrow We Die ∆live
- 2015: Soul Sphere
- 2019: The Simulation

Ep's
- 2007: The New Reign
- 2017: The Eternal Reign

Singles
- 2005: Stressed
- 2006: HopeYouDie
- 2018: Silence the Echo